# Taksi
Taksi is een drank op basis van vruchtensap, melkpermeaat en vitamine C. Het merk kwam in 1985 op de markt en wordt geproduceerd door Riedel Drinks in Ede.
Taksi wordt verkocht in anderhalve literpakken, blikjes, en minipakjes. Het is verkrijgbaar in vijf smaken:
- sinaasappel (oranje)
- tropisch fruit (blauw)
- tropisch fruit zonder toegevoegde suiker (blauw)
- exotisch fruit (paars)
- exotisch fruit zonder toegevoegde suiker (paars)

Sinds 2019 zijn er drie nieuwe smaken van de nieuwste range Fris en Fruitig.
Deze nieuwe varianten bevatten geen toegevoegde suikers. Bovendien zitten er geen melkbestanden in.
De drie nieuwe varianten hebben de smaken:
- Wild Orange
- Sailing Strawberry
- Thrilling Tropical

In juli 2021 keerde Taksi Tintel weer terug in de winkels.

## Beëindigde smaken
In 2004 is Taksi gereorganiseerd en zijn de smaken en de verpakking veranderd. Taksi werd voor 2004 verkocht in meerdere tropische smaken, met onder andere:
- Jungle Green
- Tropical Blue (tegenwoordig verkocht als "tropisch fruit")
- Magic Red
- Exotic Yellow
- Adventure Orange
- Tintel
- Power

Na 2004 zijn de volgende smaken verdwenen:
- bosvruchten (paars)
- Aardbei (rood)

Na 2019 zijn de volgende smaken verdwenen:
- Appel en Peer (Splash)
- Aardbei en Framboos.[1]